# Entoliidae
Entoliidae zijn een familie van weekdieren die behoren tot de orde Pectinoida van de klasse tweekleppigen (Bivalvia).

## Kenmerken
Het zijn micromollusken (ca. 4 mm) uit dieper water.  De top van de kleppen is hoekig (ca. 90°) en ze hebben oortjes naast de top die ongelijk zijn van grootte.  De onderzijde is cirkelrond.  De bovernrand van het langere oor vertoont een rij tanden.  De buitenzijde is glad of met uiterst fijne sculptuur.  De binnenzijde is fijn gekorreld.  

## Verspreiding en leefgebied
Ze leven in het Caraïbisch gebied, Hawaii en de Fiji Eilanden en kunnen opgedregd worden van diepten tot ca. 200 m.

## Classificatie
Deze familie telt slechts weinig genera, waaronder:
- Pectinella Verrill, 1897
- Entolium Meek, 1865 †